# Courtenay, Isère
Courtenay este o comună în departamentul Isère din sud-estul Franței. În 2009 avea o populație de 1.151 de locuitori.

## Evoluția populației
| An        | 1975 | 1982 | 1990 | 1999 | 2006  | 2009  |
| --------- | ---- | ---- | ---- | ---- | ----- | ----- |
| Populație | 550  | 637  | 667  | 739  | 1.041 | 1.151 |